# Vitas Vasiliauskas
Vitas Vasiliauskas (ur. 15 czerwca 1973 w Kownie) – litewski prawnik, adwokat, urzędnik państwowy, wiceminister finansów w latach 2001–2004, prezes Banku Litwy od 2011.

## Życiorys
W 1996 ukończył studia prawnicze na Uniwersytecie Wileńskim, a w 2004 uzyskał stopień doktora nauk społecznych w zakresie prawa.
Od 1995 do 1998 pracował w Państwowej Inspekcji Podatkowej przy Ministerstwie Finansów jako prawnik i naczelnik wydziału odzyskiwania podatku. W latach 1998–2001 był dyrektorem Departamentu Podatków Ministerstwa Finansów, a od 2001 do 2004 pełnił funkcję wiceministra finansów. Od 2004 pracował jako adwokat w kancelarii "LAWIN Lideika, Petrauskas, Valiūnas ir partneriai".
Od 16 kwietnia 2011 pełni funkcję prezesa zarządu Banku Litwy.